# Ministère de l'Information et de la Communication
Le ministère de l’Information et de la Communication est un ministère guinéen dont le ministre est Fana Soumah.

## Historique
Aissatou Bella Diallo est la première femme ministre de l'information en Guinée

## Titulaires
| Nom | Nom                       | Dates du mandat | Dates du mandat  | Gouvernement(s)               | intituler                    |
| --- | ------------------------- | --------------- | ---------------- | ----------------------------- | ---------------------------- |
|     | Aissatou Bella Diallo     |                 |                  |                               |                              |
|     | Justin Morel Junior       |                 |                  | Gouvernement Kouyaté          |                              |
|     | Tibou Kamara              |                 |                  | Gouvernement Souaré           |                              |
|     | colonel Mathurin Bangoura |                 |                  | Gouvernement Komara           |                              |
|     | Aboubacar Sylla           |                 |                  | Gouvernement Doré             |                              |
|     | Mohamed Diaré             | 24/12/2010      | 15/01/2014       | Gouvernement Saïd Fofana (1)  |                              |
|     | Makanéra Kaké             | janvier 2014    | 26 décembre 2015 | Gouvernement Saïd Fofana (2)  | ministre de la communication |
|     | Rachid Ndiaye             |                 | 17/05/2018       | Gouvernement Youla            |                              |
|     | Amara Somparé             | 17/05/2018      | 05/09/2021       | Gouvernement Kassory I et II, |                              |
|     | Rose Pola Pricemou        | 26/10/2021      | 20/08/2022       | Béavogui                      |                              |
|     | Aminata Kaba              | 20/08/2022      | 19/02/2024       | Bernard Goumou                |                              |
|     | Fana Soumah               | 19/03/2024      | En cours         | Bah Oury                      |                              |